# Quintanilla de Riofresno
Quintanilla de Riofresno es una localidad española y también una entidad local menor, situada en la provincia de Burgos, comunidad autónoma de Castilla y León (España), comarca de Odra-Pisuerga, municipio de Sotresgudo.
En 2024, contaba con 24 habitantes. Situado 5 km al este de la capital del municipio, Sotresgudo, en la carretera local que comunica Barrio de San Felices con Castrillo de Riopisuerga, bañado por el río Fresno afluente del Pisuerga por la margen izquierda.

## Símbolos
Escudo y bandera aprobados por la Junta Vecinal el 30 de marzo de 2010. Publicados en el Boletín Oficial de la Provincia el 7 de diciembre de 2010.
- Escudo: escudo medio partido y cortado. Primero, de gules, un castillo de oro, donjonado de tres donjones, mazonado de sable y aclarado de azur. Segundo, jaquelado de quince piezas, ocho de oro y siete de veros. Tercero, de plata, el perro de San Roque de sable con una hogaza de pan de su color en la boca. Al timbre corona real de España. Simbolismo: 1) El antiguo escudo usado en tiempos por la localidad. 2) Armas del duque de Frías, a quien perteneció la localidad. 3) La ermita de San Roque.[3]

- Bandera: bandera rectangular de proporciones 2:3, formada por dos franjas horizontales iguales, roja la superior y amarilla la inferior. Al asta franja vertical de color blanco, cuya anchura es 1/3 de la longitud de la bandera. Al centro de la franja blanca carga el escudo con una altura de un 50% del ancho de la bandera. Simbolismo: En la bandera se representan los colores del escudo: gules-rojo, plata-blanco y oro-amarillo. La representación de la bandera sería la del escudo girado 90 grados, con el rojo arriba representando el carácter castellano de la población.[3]

## Historia
Lugar que formaba parte de la Cuadrilla de Cañizal en el Partido de Villadiego, uno de los catorce que formaban la Intendencia de Burgos. Durante el periodo comprendido entre 1785 y 1833, en el Censo de Floridablanca de 1787 era jurisdicción de señorío siendo su titular el duque de Frías, que nombraba alcalde pedáneo.
Antiguo municipio, denominado Quintanilla de Riofresno en Castilla la Vieja, partido de Villadiego.
En el censo de la matrícula catastral de 1842 contaba con 35 hogares y 45 vecinos.
Entre el censo de 1857 y el anterior, crece el término del municipio porque incorpora Barrio de San Felices y Cañizar de Amaya.
Entre el censo de 1887 y el anterior, este municipio desaparece porque cambia de nombre y aparece como el municipio denominado Barrio de San Felices.

## Demografía
| Gráfica de evolución demográfica de Quintanilla de Riofresno entre 1842 y 1877 |
| |
| Población de derecho según los censos de población del INE Población de hecho según los censos de población del INEEn este censo se denominaba Quintanilla de Río Fresno: 1842. Entre el censo de 1857 y el anterior, crece el término del municipio porque incorpora a Barrio de San Felices y Cañizar de Amaya. Entre el censo de 1887 y el anterior, este municipio desaparece porque cambia de nombre y aparece como el municipio Barrio de San Felices. |

## Patrimonio

#### Iglesia de San Román Mártir
Situada en la parte baja del pueblo. Esta iglesia parroquial fue el antiguo templo de un monasterio de monjas calatravas, cuya fábrica pertenece básicamente al siglo XVI, pero en la que se han reutilizado restos románicos. Conserva, a los pies del templo, la espadaña de tres cuerpos en los que se abren cinco vanos ligeramente apuntados. Bajo esta, un pequeño nártex abovedado con cañón apuntado y a continuación la portada constituida por tres arquivoltas apuntadas sobre columnas con capiteles historiados. La decoración escultórica de este templo la encontramos básicamente en la portada. Consta de tres arquivoltas lisas que se apoyan sobre seis capiteles decorados con motivos variados. Los de la derecha están muy deteriorados; no así los tres de la izquierda entre los que reconoceremos pájaros afrontados en el primero, un segundo vegetal y una cara de mujer en el tercero. Los cimacios alternan taqueados y entrelazos. Entre los canecillos de la cornisa, podemos reconocer figuras y caras de animales. En el interior de la iglesia encontramos un retablo renacentista de grandes dimensiones de Juan de Esparza de 1575 dedicado a San Román Mártir. Pila decorada con arquería. Entre su imaginería, se ha incorporado en el siglo XXI una talla en madera de San Román, del artista local Félix Núñez.

#### Retablo de San Román Mártir

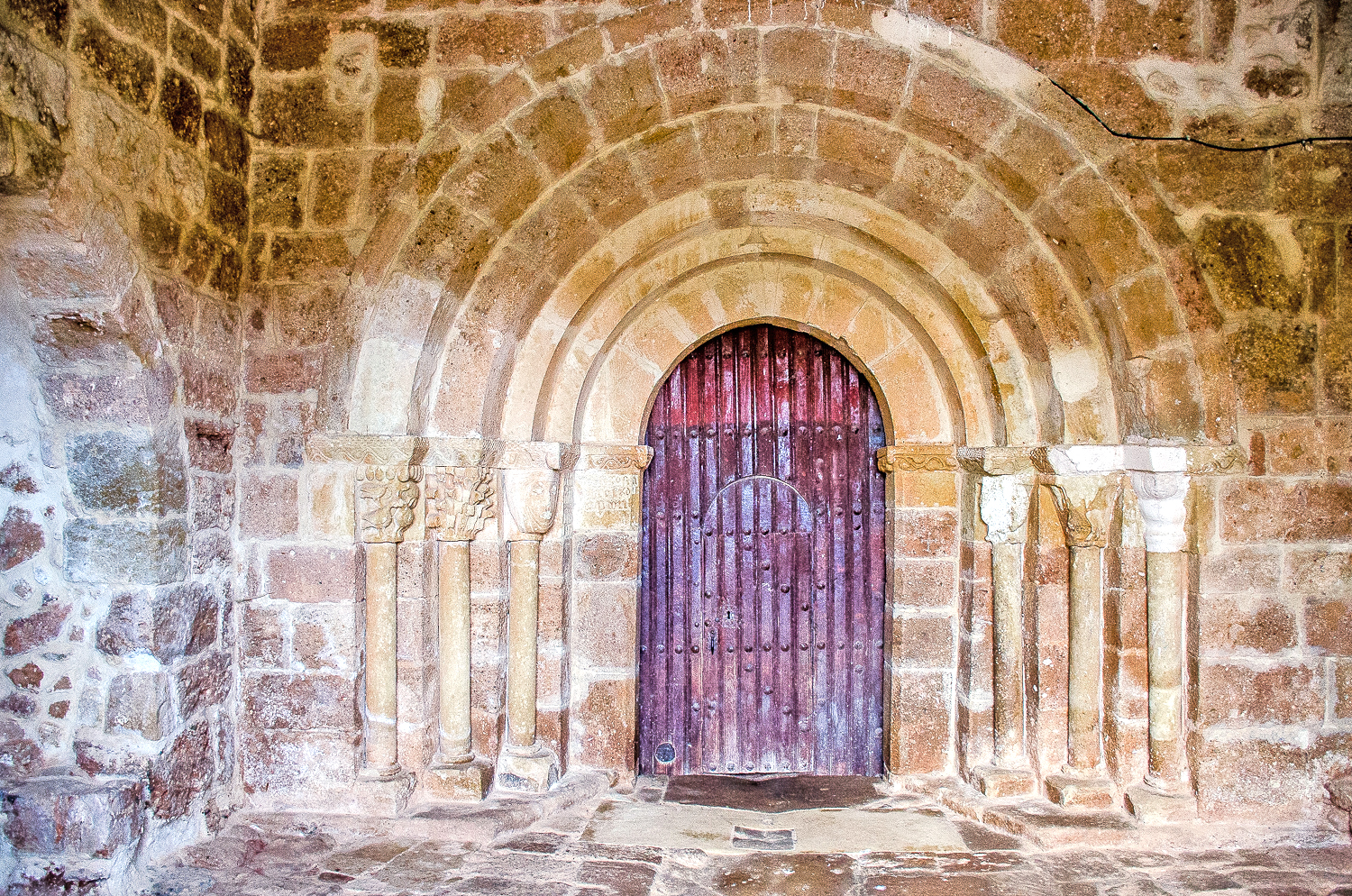
Portada de la iglesia de San Román mártir

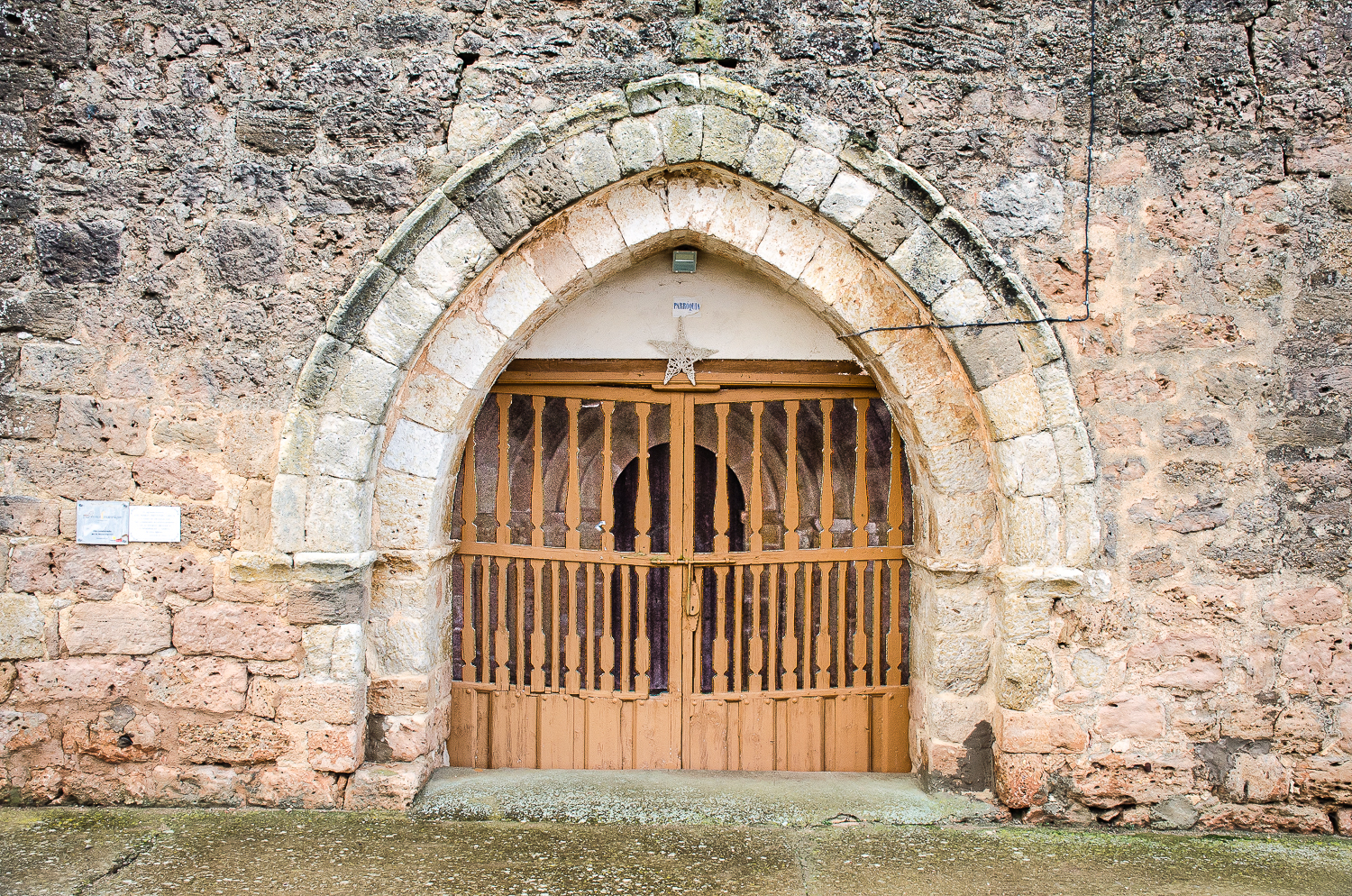
Portada del nártex de la iglesia

Situado en el altar mayor el retablo de San Román Mártir es una obra renacentista creada por Juan de Esparza en 1575 a encargo del párroco y los vecinos de la localidad. Realizado completamente en madera policromada ocupa el ábside central de la iglesia. 
Se trata de un retablo de 5 metros de ancho, por 6,5 de alto y 0,5 de fondo. Consta de sotabanco, predela, tres cuerpos y ático. Así como una calle central y dos laterales. 
En la a ambos lados del sagrario se puede observar la representación de los Evangelistas. Las figuras de San Marcos y San Juan flanqueando una escena de Jesús orando en el monte de los olivos (izquierda) y las figuras de San Lucas y San Mateo flanqueando la escena de la captura de Jesús (derecha). En el primer cuerpo, sobre el Sagrario destaca una escultura de San Miguel Arcángel triunfando sobre el Demonio que tiene a cada lado escenas del Calvario (izquierda) y el juicio de Jesús (derecha). El primer cuerpo está enmarcado por las figura de San Pablo y San Pedro. Pasando al segundo cuerpo encontramos la figura central de San Román Mártir en la calle central que tiene a ambos lados escenas del Bautismo de Jesús (izquierda) y Salomé pidiendo la cabeza de San Juan Bautista (derecha). Sobre San Román Mártir encontramos la representación de la Ascensión que divide una representación de la Anunciación a la Virgen (tercer cuerpo). En estos dos últimos cuerpos aparecen los Apóstoles enmarcando el retablo. Terminando, en el ático, se encuentra una alegoría a la Pasión. Coronando todo el conjunto una cruz flanqueada por una escultura de la Virgen y San Juan.

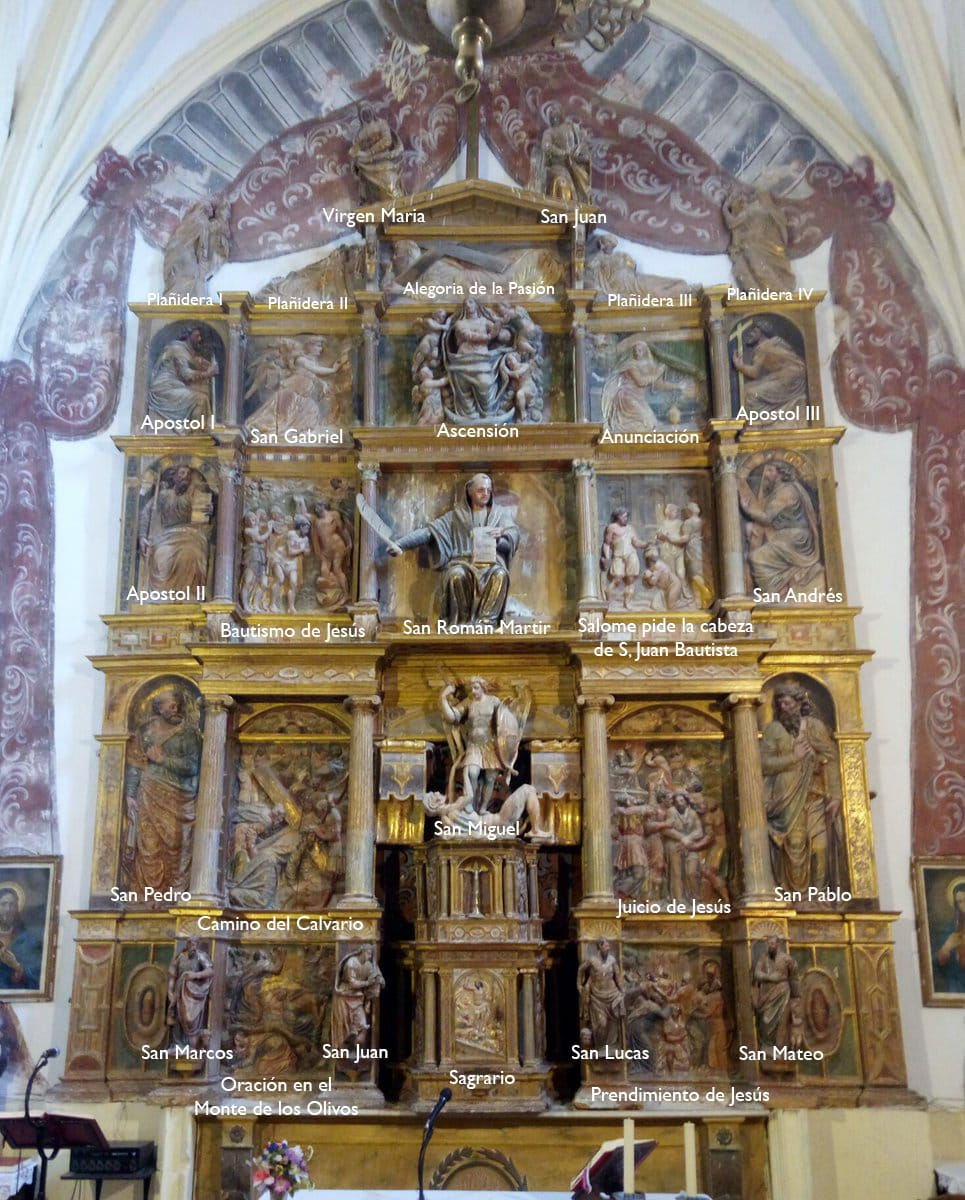
Retablo de San Román Mártir

En todo el conjunto del retablo se aprecian figuras de gran desarrollo corporal, de formas rotundas, subrayadas por los paños con plegados que crean matizados contrastes de claroscuros, sin angulosidades, y rostros de intensa expresión, a tono con el sentido de la escena. Esta forma escultórica busca un mayor realismo en las escenas en relieve. Cabe destacar la actitud y gesto perfectamente individualizado de las figuras laterales que encajan en el conjunto incluso llegando a formar escena con la figura situada simétricamente en el espacio opuesto del retablo. Este aspecto se ve claramente representado en la escena de la Anunciación del tercer cuerpo que está dividida en dos por la Ascensión de la Virgen que parece no existir cuando se observa la bipartita escena. 

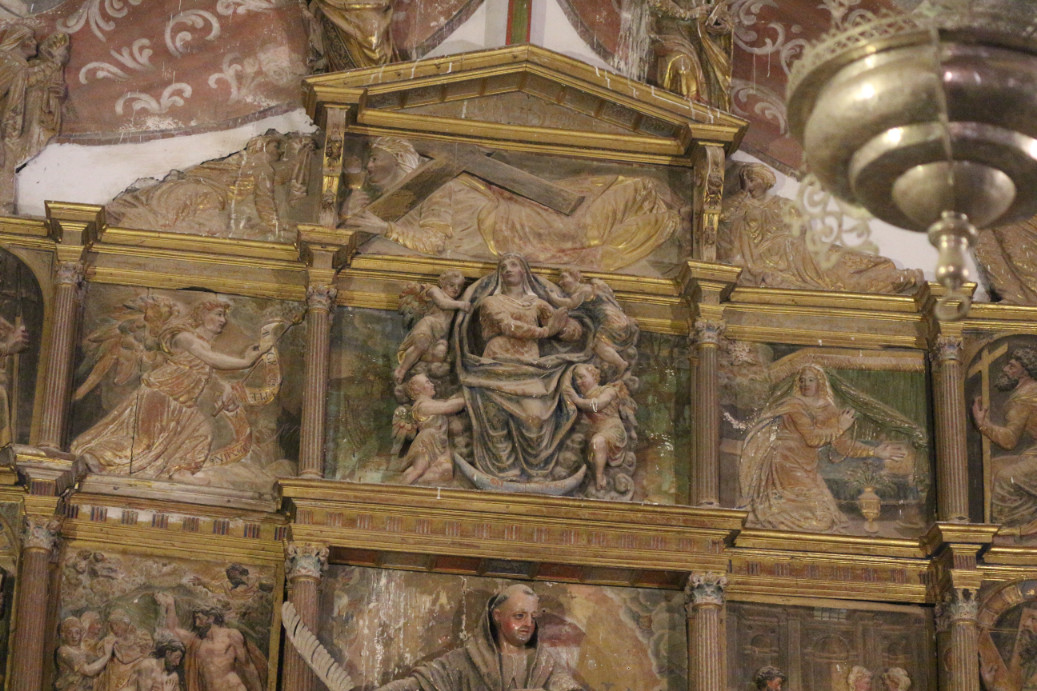
Asunción y Anunciación

 Juan de Esparza es un autor que trabajó en Burgos durante un periodo de más de treinta años de la segunda mitad del siglo XVI. De origen vasco, como la mayoría de escultores, ensambladores y entalladores del período que trabajaron en Burgos tenemos pocas pistas de su trayectoria y trabajos. Parece que su aprendizaje se realizó en el seno del taller de Domingo de Amberes. La primera noticia documentada que poseemos del escultor y arquitecto es la carta de dote y arras otorgada en razón de su matrimonio con Margarita Muñoz, hija del maestro vidriero burgalés Gaspar Muñoz. Mucha de la documentación que nos ha permitido hacer seguimiento de su obra está relacionada con pagos y deudas que el escultor y su mujer habían contraído a lo largo del tiempo. En el año 1571, debido a los desmedidos gastos del matrimonio así como a la mala administración, se tiene constancia de diversas denuncias ante los tribunales por impago de deudas que, de momento, se solucionaron mediante la obtención de aplazamientos de los pagos. 

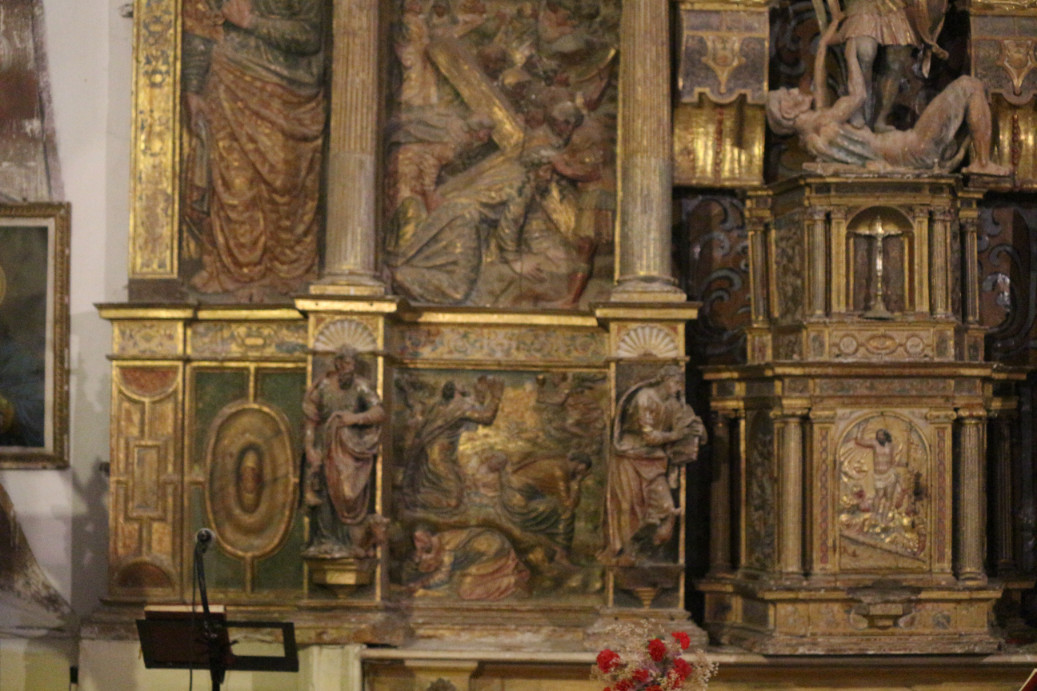
Sagrario y predela

El año 1575, Juan de Esparza y su mujer extendían carta de finiquito de cuentas de la iglesia parroquial de Quintanilla de Riofresno siendo los vecinos los que entregaron lo que restaba de la paga por la realización del retablo mayor de la iglesia. La cuantía por el retablo de San Román Mártir asciende a 249.681 maravedís. Este montante parece insuficiente para un retablo de tal calibre pero en otras ocasiones el escultor había trabajado por menos compensación a cambio de beneficios en sus deudas y obligaciones. 

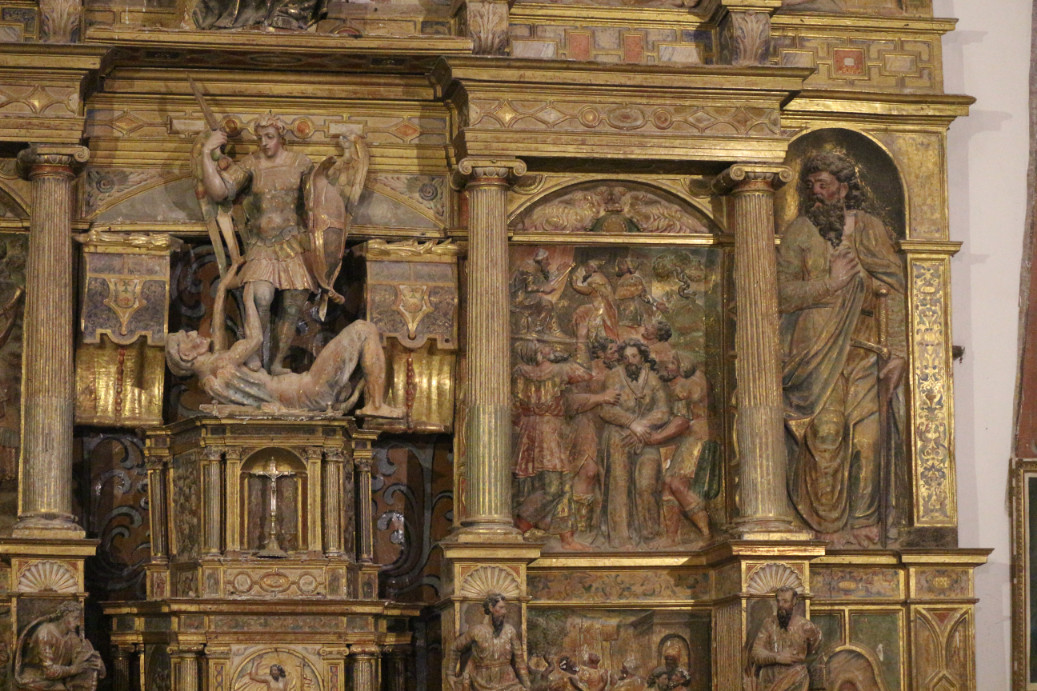
San Miguel Arcángel

El estilo artístico de Juan de Esparza corresponde a su doble vertiente de arquitecto y escultor ya que él mismo se encargaba del diseño de las arquitecturas y de las representaciones iconográficas de sus retablos, en contra de lo que era práctica habitual.
Perteneciente a la corriente iniciada a mediados de la centuria caracterizado por un manierismo amable y correcto, en el que se ofrece un evidente cambio respecto a las formas siloescas y vigarnianas, vigentes hasta entonces y todavía visibles en algunos aspectos, el cambio de estilo no se aprecia de forma abrupta en este autor sino de una manera más lógica sin cambios bruscos.

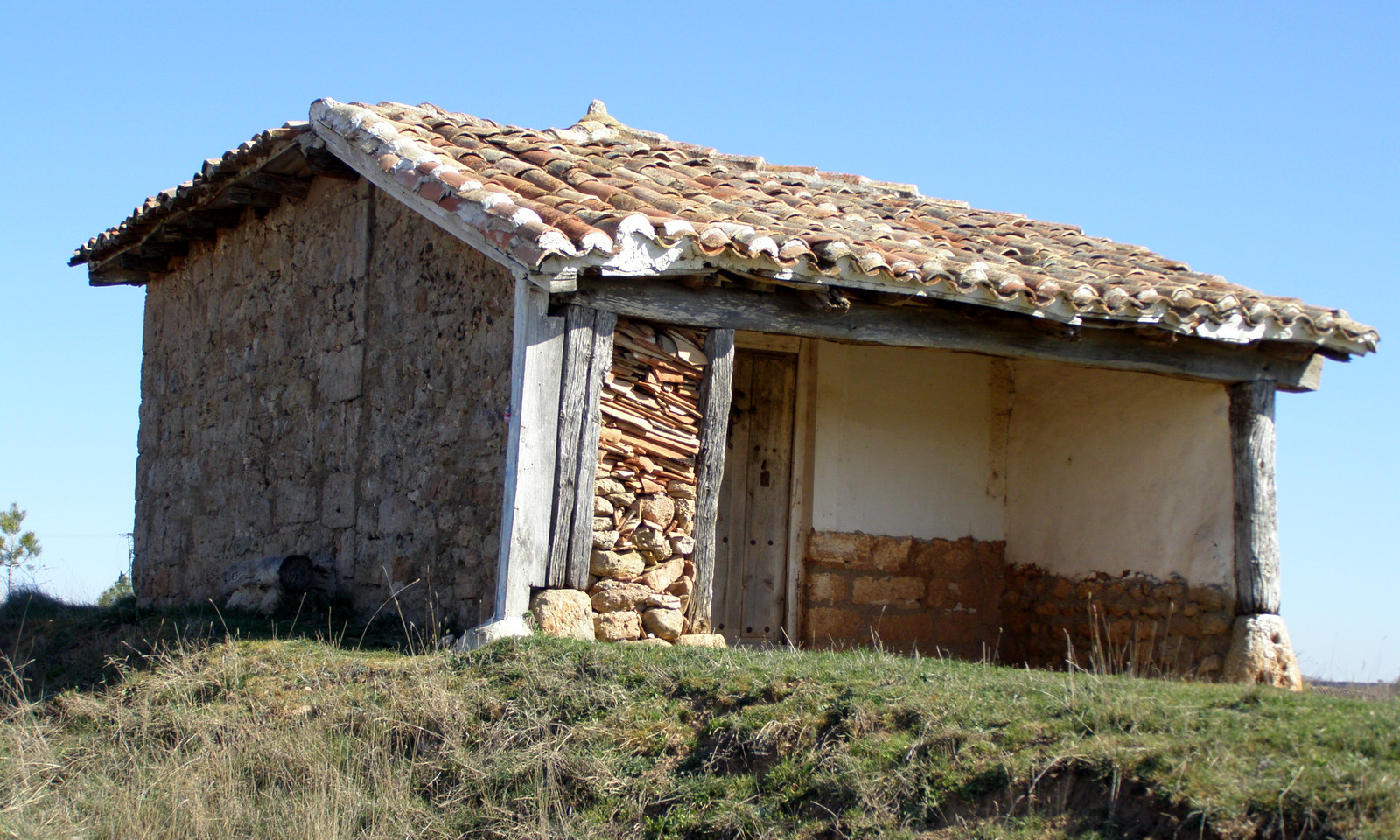
Ermita de San Roque

Donde se encuentra "El perro de San Roque", situada a las afueras del pueblo. Es una pequeña edificación situada a las afueras. Construcción popular del siglo XVIII. Tiene muros de mampostería, con el pórtico de protección en adobe y madera.

## Fiestas y tradiciones
Quintanilla de Riofresno celebra sus fiestas el 18 de noviembre, en honor a San Román. Normalmente el fin de semana anterior a la fecha si esta no cae en viernes, sábado o domingo. Orquestas, juegos infantiles y espectáculos varios son una parte de ellas, consiguiendo, durante los últimos años, congregar a varias personas del pueblo y de sus alrededores.

Belén animado, de dos autores locales, se expone todos los años durante la Navidad, en la iglesia de Quintanilla de Riofresno.

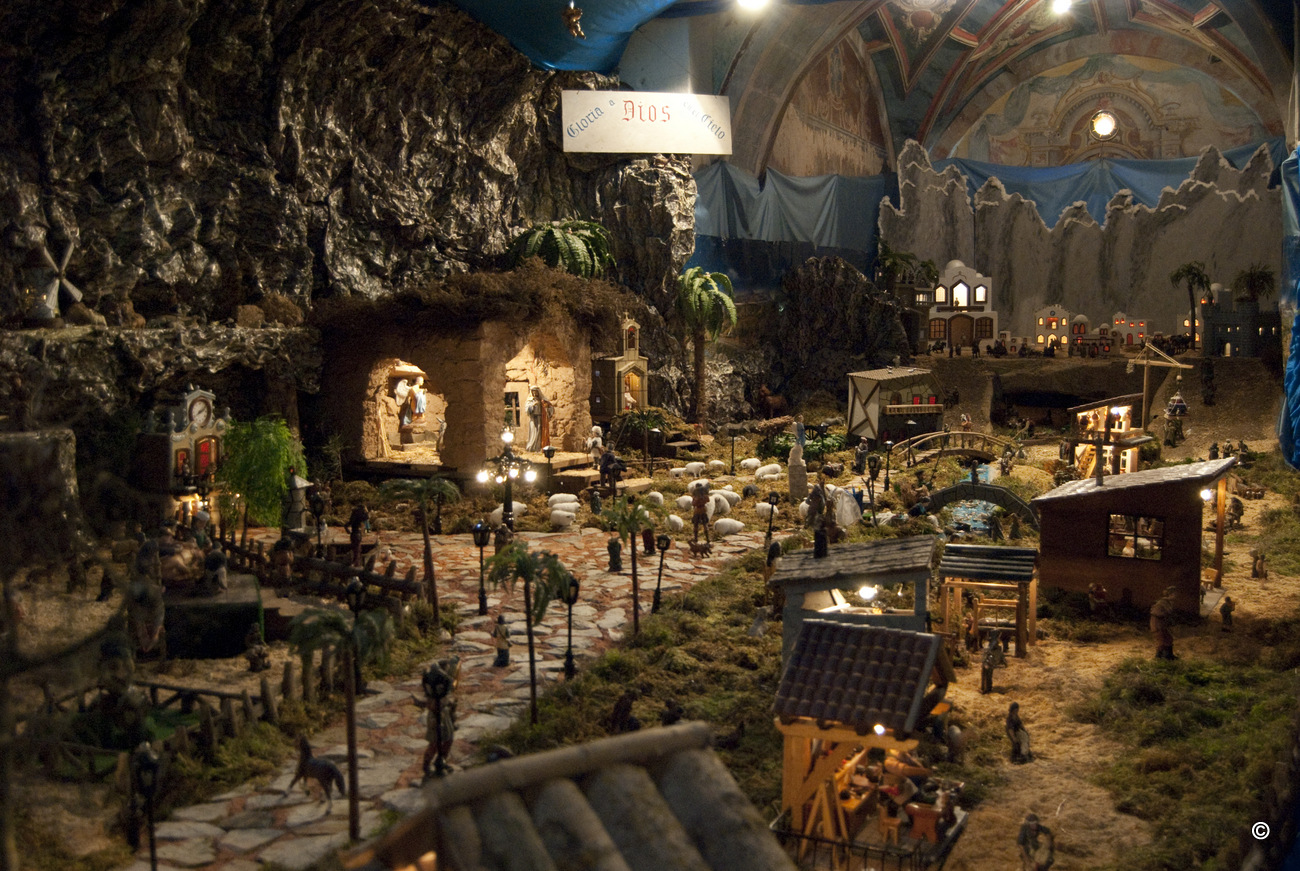
Belén animado de Quintanilla de Río Fresno.
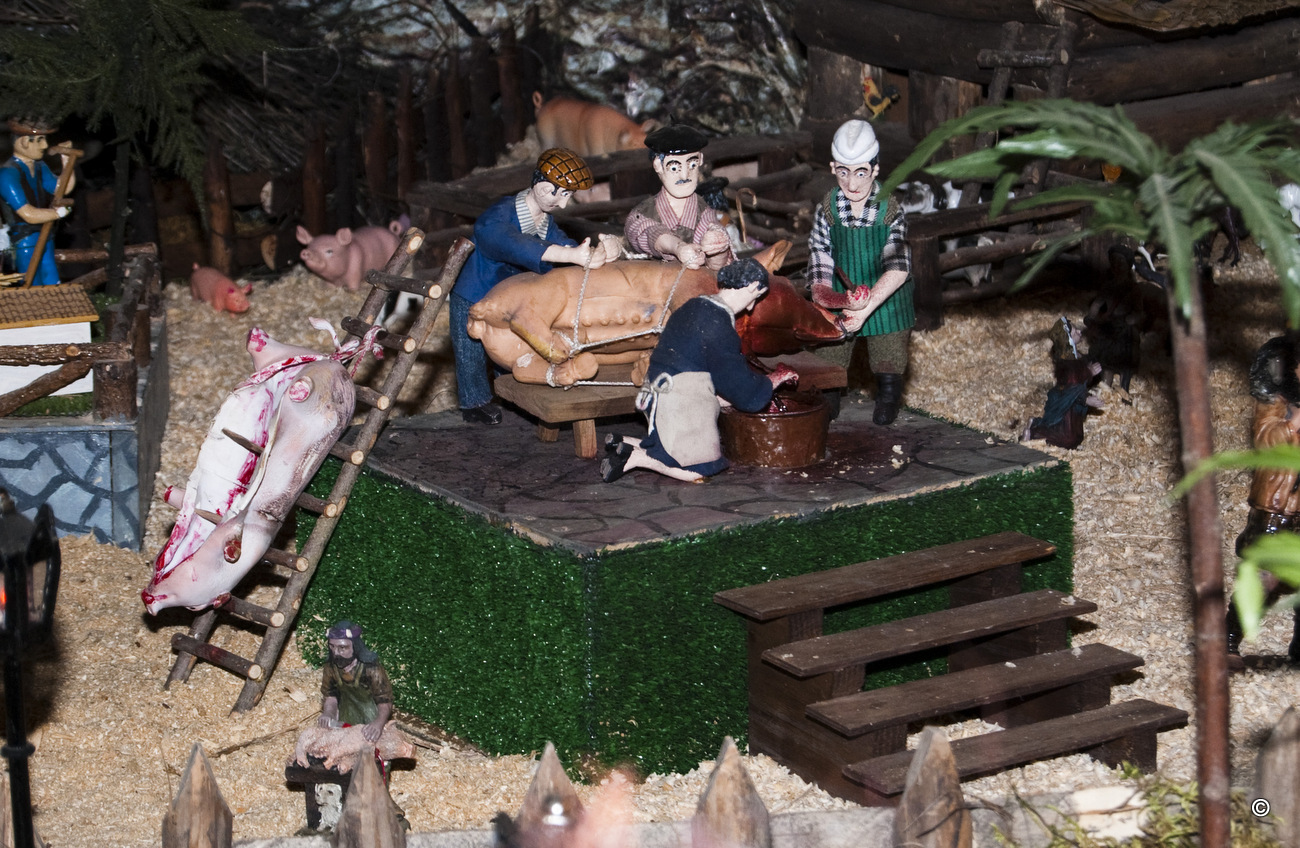
La matanza del cerdo en el belén animado.

## Pueblos olvidados
Miembro fundador, junto con Quintanilla cabe Rojas y Quintana-Urria de la Asociación de Pueblos Olvidados, iniciativa que trabajará en pro de la concienciación ciudadana sobre la problemática del medio rural, estando abierta a las mil juntas administrativas de la provincia